# Fisklösen (Bjursås socken, Dalarna)
Fisklösen är en sjö i Falu kommun i Dalarna och ingår i Dalälvens huvudavrinningsområde. Sjön har en area på 0,0365 kvadratkilometer och ligger 292,2 meter över havet.

## Delavrinningsområde
Fisklösen ingår i det delavrinningsområde (674255-148438) som SMHI kallar för Utloppet av Fjällgrycken. Medelhöjden är 300 meter över havet och ytan är 10,67 kvadratkilometer. Räknas de 4 avrinningsområdena uppströms in blir den ackumulerade arean 45,78 kvadratkilometer. Rogsån (Fjällgrycksån) som avvattnar avrinningsområdet har biflödesordning 4, vilket innebär att vattnet flödar genom totalt 4 vattendrag innan det når havet efter 249 kilometer. Avrinningsområdet består mestadels av skog (62 procent). Avrinningsområdet har 2,96 kvadratkilometer vattenytor vilket ger det en sjöprocent på 27,7 procent.